# Tom Strong
Tom Strong ist eine Comicserie des Autors Alan Moore und des Zeichners Chris Sprouse, die ursprünglich alle zwei Monate im Rahmen der von Moore gegründeten America's Best Comics (ABC), heute bei DC-Comics, veröffentlicht wurde.

## Beschreibung
Tom Strong, die Titelfigur, wurde zu Beginn des 20. Jahrhunderts geboren, scheint aber 100 Jahre später erst in seinen 40ern zu sein. Er wuchs auf einer abgelegenen Insel auf und wurde von seinen Eltern, einem exzentrischen Wissenschaftlerpaar, auf ein Leben als Superheld vorbereitet, in dem er Superkräfte und Langlebigkeit entwickelte. Das Wissen der Eingeborenen und die Wurzel einer nur auf dieser Insel vorkommenden Pflanze halfen ihm dabei.
Tom Strong lebt in einem Gebäude namens The Stronghold in Millennium City. Er wird von Pneuman, einem dampfbetriebenen Roboter, und King Solomon, einem Gorilla mit menschlichen Eigenschaften, unterstützt. Seine Frau Dhalua und seine Tochter Tesla haben ebenfalls außergewöhnliche körperliche und geistige Fähigkeiten und Langlebigkeit. Sein größter Feind ist der stets mit einem Smoking bekleidete „Wissenschaftsschurke“ Paul Saveen. Die Serie erkundet verschiedene Zeitachsen und Universen, die eine Anspielung auf verschiedene Comic-Genres sind. In Arizona muss er beispielsweise das Rätsel um eine 1845 verschwundene Stadt des Wilden Westens lösen. In Rückblenden werden oft Begegnungen Toms in der Vergangenheit dargestellt. So trifft er etwa 1945 in Berlin auf Ingrid Weiss, die viele Jahre später ihn und seine Familie in Millennium City attackiert.

## Veröffentlichungen
Am 7. April 1999 erschien die erste Ausgabe der Comicserie unter dem Titel How Tom Strong Got Started. Im Jahr 1999 erschienen fünf weitere Ausgaben. Die letzte Ausgabe war Tom Strong Nr. 36 – Tom Strong at the End of the World vom 8. März 2006.
Zu den Spin-offs der Serie gehören Tom Strongs Terrific Tales, Terra Obscura und die Einzelausgabe The Many Worlds of Tesla Strong. Eine limitierte Serie mit dem Titel Tom Strong and the Planet of Peril wurde 2013 von Vertigo veröffentlicht.
Tom Strong tritt auch in The Terrifics auf, einer DC-Comicserie über eine Superheldengruppe, die sich aus Mr. Terrific, Metamorpho, Plastic Man und Phantom Girl zusammensetzt.

### Außerhalb der USA
- In Deutschland wurde die Serie America's Best Comics in sieben Bänden 2000–2002 bei Tilsner abgedruckt.
- In Frankreich erschien 2000–2008 eine vierbändige Reihe bei Semic.
- In Spanien erschien 2000–2002 und 2003–2004 eine jeweils 14-bändige Reihe bei Planeta DeAgostini und eine siebenbändige Reihe 2006 bei Norma Editorial.
- In Brasilien erschienen mehrere Einzelbände bei Devir Livraria.
- In Norwegen und Schweden war Tom Strong 2002–2004 Bestandteil der jeweiligen Heftserie Fantomet.
- In Italien erschien ein Nachdruck der Reihe America's Best Comics von 2002–2004 bei Magic Press.

## Preise
- 2000: Eisner Award für Tom Strong #1: „How Tom Strong Got Started“, von Alan Moore, Chris Sprouse und Al Gordon (ABC)
- 2000: Comics Buyer’s Guide Fan Award für Tom Strong #1: „How Tom Strong Got Started“, von Alan Moore, Chris Sprouse und Al Gordon (ABC)